# Xã Gifford, Quận Hot Spring, Arkansas
Xã Gifford (tiếng Anh: Gifford Township) là một xã thuộc quận Hot Spring, tiểu bang Arkansas, Hoa Kỳ. Năm 2010, dân số của xã này là 1.354 người.